# Paz Vega
Paz Vega, eg. María Paz Campos Trigo, född 2 januari 1976 i Sevilla, är en spansk skådespelare och fotomodell. Hon är känd från filmerna Sex & Lucia, Tala med henne och Spanglish.

## Filmografi
| År   | Film                             | Roll                  | Kommentarer och filmpriser |
| ---- | -------------------------------- | --------------------- | -------------------------- |
| 1997 | Más allá del jardín              |                       |                            |
| 1998 | Perdón, perdón                   | María                 |                            |
| 1999 | Zapping                          | Elvira                |                            |
| 1999 | Sobreviviré                      | Azafata               |                            |
| 2000 | Nadie conoce a nadie             | Ariadna               |                            |
| 2000 | El chico en la puerta (kortfilm) |                       |                            |
| 2001 | Sex & Lucia                      | Lucía                 |                            |
| 2001 | Sólo mía                         | Angela                |                            |
| 2002 | Tala med henne                   | Amparo                |                            |
| 2002 | El otro lado de la cama          | Sonia                 |                            |
| 2002 | Novo                             | Isabelle              |                            |
| 2003 | Carmen                           | Carmen                |                            |
| 2004 | Di que sí                        | Estrella Cuevas       |                            |
| 2004 | Spanglish                        | Flor                  |                            |
| 2006 | 10 Items or Less                 | Scarlet               |                            |
| 2006 | Los Borgia                       | Caterina Sforza       |                            |
| 2006 | Fade to Black                    | Lea Padovani          |                            |
| 2007 | Teresa, el cuerpo de Cristo      | Santa Teresa de Jesús |                            |
| 2007 | La Masseria Delle Allodole       | Nunik                 |                            |
| 2008 | The Human Contract               | Michael               |                            |
| 2008 | The Spirit                       | Plaster of Paris      |                            |
| 2009 | Not Forgotten                    | Amaya                 |                            |
| 2009 | The Six Wives of Henry Lefay     | Veronica              |                            |
| 2009 | Vittne till ett krig             | Elena Morales         |                            |
| 2009 | Burning Palms                    | Blanca Juarez         |                            |
| 2009 | Wanted: Weapons of Fate          | Araña                 | datorspel                  |
| 2011 | Cat Run                          | Catarina              |                            |
| 2013 | Kära passagerare                 | Alba                  |                            |
| 2014 | Grace of Monaco                  | Maria Callas          |                            |
| 2014 | Pompeii                          | Flavia                |                            |
| 2015 | All Roads Lead to Rome           |                       |                            |
| 2016 | The OA                           | Renata                |                            |